# Filipe Soares
Filipe Miguel Barros Soares, noto semplicemente come Filipe Soares (Lisbona, 20 maggio 1999), è un calciatore portoghese, centrocampista del PAOK.

## Caratteristiche tecniche
È un trequartista.

## Carriera

### Club
Cresciuto nel settore giovanile del Benfica, ha esordito con la seconda squadra delle Águias il 19 febbraio 2017 disputando l'incontro di LigaPro vinto 2-1 contro il Freamunde.
Il 4 luglio 2018 viene ceduto a titolo definitivo all'Estoril Praia. Con il club gialloblu disputa una stagione da protagonista giocando 35 incontri e segnando tre reti.
Il 24 luglio 2019 passa a titolo definitivo al Moreirense.

### Nazionale
Ha giocato nelle nazionali giovanili portoghesi Under-15, Under-16, Under-17, Under-18 ed Under-19.

## Statistiche
Statistiche aggiornate al 30 agosto 2019.

### Presenze e reti nei club
| Stagione         | Squadra          | Campionato       | Campionato | Campionato | Coppe nazionali | Coppe nazionali | Coppe nazionali | Coppe continentali | Coppe continentali | Coppe continentali | Altre coppe | Altre coppe | Altre coppe | Totale | Totale | Totale |
| Stagione         | Squadra          | Comp             | Pres       | Reti       | Comp            | Pres            | Reti            | Comp               | Pres               | Reti               | Comp        | Pres        | Reti        | Pres   | Reti   |        |
| ---------------- | ---------------- | ---------------- | ---------- | ---------- | --------------- | --------------- | --------------- | ------------------ | ------------------ | ------------------ | ----------- | ----------- | ----------- | ------ | ------ | ------ |
| 2016-2017        | Benfica B        | LdH              | 1          | 0          |                 | -               | -               |                    | -                  | -                  |             | -           | -           | 1      | 0      |        |
| 2017-2018        | Benfica B        | LdH              | 4          | 0          |                 | -               | -               |                    | -                  | -                  |             | -           | -           | 4      | 0      |        |
| Totale Benfica B | Totale Benfica B | Totale Benfica B | 5          | 0          |                 | -               | -               |                    | -                  | -                  |             | -           | -           | 5      | 0      |        |
| 2018-2019        | Estoril Praia    | LdH              | 31         | 2          | CP+CdL          | 0+4             | 0+1             |                    | -                  | -                  |             | -           | -           | 35     | 3      |        |
| 2019-2020        | Moreirense       | PL               | 3          | 0          | CP+CdL          | 0               | 0               |                    | -                  | -                  |             | -           | -           | 3      | 0      |        |
| Totale carriera  | Totale carriera  | Totale carriera  | 39         | 2          |                 | 4               | 1               |                    | -                  | -                  |             | -           | -           | 43     | 3      |        |